# می‌دانستم که تو چشم‌به‌راهی (برای من)
«می‌دانستم که تو چشم‌به‌راهی» (انگلیسی: I Knew You Were Waiting For Me) تک‌آهنگی از خواننده آمریکایی اریثا فرنکلین و خواننده انگلیسی جرج مایکل است که در سال ۱۹۸۷ منتشر شد و در صدر جدول ۱۰۰ آهنگ داغ بیلبورد قرار گرفت و برندهٔ جایزه گرمی بهترین اجرا دو نفره در سی‌امین مراسم جایزه گرمی شد.